# Рейн, Евгений Борисович
Евге́ний Бори́сович Рейн (29 декабря 1935, Ленинград, СССР) — русский советский и российский поэт, прозаик, сценарист. Лауреат Государственной премии Российской Федерации (1997).

## Биография
Евгений Рейн родился 29 декабря 1935 года в Ленинграде в еврейской семье.
Отец — Борис Григорьевич Рейн (1903—1944), архитектор. Родом из Луганска. Был старшим лейтенантом и служил на фронте. В 1944 году умер в госпитале под Нарвой.
Мать — Мария Айзиковна (Исааковна) Зисканд, преподаватель немецкого языка и литературы. Родом из Екатеринослава.
В 1943 году Евгений с матерью возвратились из эвакуации (Аша) в Москву, где жили родственники отца, затем в Ленинград. В 1953 году поступил в Ленинградский технологический институт имени Ленсовета, но был исключён с четвёртого курса (фактически за участие в создании крамольной стенгазеты), какое-то время работал в геологических партиях на Дальнем Востоке, затем смог завершить образование в Ленинградском технологическом институте холодильной промышленности. Работал на ленинградских заводах. Окончил Высшие сценарные курсы; автор сценариев свыше 20 документальных фильмов (в том числе «Чукоккала»).
На формирование поэтического голоса и образности стихов Рейна большое влияние оказала поэзия советского конструктивизма, прежде всего Илья Сельвинский и Эдуард Багрицкий, отчасти Владимир Луговской. В 1960-е годы входил в круг так называемых «ахматовских сирот» (вместе с Иосифом Бродским, Дмитрием Бобышевым, Анатолием Найманом). Много лет спустя, выражаясь не без некоторой степени иронии, Иосиф Бродский назвал его «трагическим элегиком».
Проживал в Толстовском доме, по другим данным в доме № 19 по ул. Рубинштейна. В 1971 году переехал в Москву.
В 1979 году — участник альманаха «Метро́поль». Стихи Рейна распространялись в  самиздате, часть их публиковалась в журнале «Синтаксис». Первая книга вышла в 1984 году («Имена мостов», с сильным цензурным вмешательством). Переводил поэтов народов СССР, английскую, индийскую и арабскую поэзию. В 1987 году принят в Союз писателей СССР.
В настоящее время преподает на кафедре литературного творчества в Литературном институте имени А. М. Горького, там же руководит поэтическим семинаром. В 2004 году принял участие в Мировых поэтических чтениях в Куала-Лумпуре в Малайзии.

## Личная жизнь
Дочь - Анна Наринская.
В течение девяти лет был женат на переводчице Наталии Рейн, имеет сына Бориса.

## Общественная позиция
В 1996 и 2003 году был среди деятелей культуры и науки, призвавших российские власти остановить войну в Чечне и перейти к переговорному процессу.
В 2001 году подписал письмо в защиту телеканала «НТВ». 
В 2022 году подписал письмо в поддержку российского военного вторжения на Украину.

## Библиография

Евгений Рейн в Малакке (Малайзия), 2004 год

## Премии
- Лауреат Государственной премии Российской Федерации в области литературы и искусства 1996 года (29 мая 1997 года) — за сборник поэм «Предсказание»[16].
- Лауреат Царскосельской художественной премии (1997).
- Лауреат Пушкинской премии Фонда Альфреда Тепфера (2003)[17].
- Лауреат Пушкинской премии в области поэзии (12 июня 2004 года)[18].
- Благодарность Министра культуры и массовых коммуникаций Российской Федерации (15 марта 2006 года) — за значительный вклад в развитие российской литературы и по случаю празднования Всемирного дня поэзии[19].
- Лауреат премии «Поэт» (2012)[8].
- Орден «За заслуги в культуре и искусстве» (19 октября 2022 года) — за большой вклад в развитие отечественной культуры и искусства, многолетнюю плодотворную деятельность[20].

## Фильмы
- Песни на стихи Евгения Рейна использованы в художественном фильме режиссёра Бориса Бланка «Карьера Артуро Уи. Новая версия» (1996).
- По сценарию Евгения Рейна снят фильм «Трамвай-воспоминание» 2005 г., режиссёр Владимир Двинский.